# Charles Willoughby MacSorley
Pour les articles homonymes, voir MacSorley.
Charles Willoughby MacSorley (2 octobre 1895-24 février 1976) est un homme politique canadien de la Colombie-Britannique. Il est député provincial créditiste de la circonscription britanno-colombienne de Burnaby de 1963 à 1966.

## Biographie
Né à Picton (en) dans le comté de Prince Edward en Ontario, MacSorley suit sa famille au Manitoba et ensuite à Asquith en Saskatchewan. Pendant la Première Guerre mondiale, il sert outremer dans le 65e régiment. De retour en Saskatchewan après le conflit, il sert au conseil scolaire local. En 1924, il s'installe à Burnaby et travaille en tant que président du syndicat Civic Employees Union. Embauché par la Shell Oil en 1932, il gravit les échelons jusqu'au poste d'ingénieur.
Élu au conseil municipal de Burnaby où il siège de 1954 à 1957, il sert également comme président de diverses organisations dont la Greater Vancouver Water District, la Greater Vancouver Sewerage District et la Union of BC Municipalities.
MacSorley meurt en février 1976 à l'âge de 80 ans.